# Jedrska mina
Jedrske mine (ang. atomic demolition munitions (ADM) tudi nuclear mine) so majhne in lahke jedrske bombe. Namenjene so vojaškim namenom kot npr. ustavljanje sovražnika ali pa civilnim namenom, kot npr. rušenje, rudarjenje ali pa ekskavacija. Uporabljale so se samo v testiranju. Sovjetski inženirji so podobne naprave testirali za pridobivanje zemeljskega plina.
Za razliko od drugih jedrskih orožij, ki se jih na cilj dostavi z raketo, artilerijo ali pa iz letala, jedrske mine dostavijo vojaki sami. 
V 1950ih in 1960ih je ZDA razvila več lahkih jedrskih konic, med njimi je bila W54 cilindrične oblike z dimezijami 40X60cm in je imela težo 68 kg. Imela je nastavljivo moč od 10-1000 ton TNT. 
Ameriške jedrske mine:
- W-7/ADM-B (c. 1954–67)
- T4 ADM (1957–63) tipa puška
- W30/Tactical Atomic Demolition Munition (1961–66)
- W31/ADM (1960–65)
- W45/Medium Atomic Demolition Munition (1964–84)
- W54/Special Atomic Demolition Munition (1965–89)